# Miss Monde 2017
Miss Monde 2017 est la 67e élection de Miss Monde, qui s'est déroulée à Sanya, dans la province de Hainan, en Chine, le 18 novembre 2017,. L’indienne, Manushi Chhillar succède ainsi à la portoricaine Stephanie Del Valle, Miss Monde 2016.
C'est la septième fois, depuis 1951, que le concours se déroule à Sanya en Chine .

## Résultats

### Classement final
| Résultats finaux                                                    | Candidates |
| ------------------------------------------------------------------- | --- |
| Miss Monde 2017                                                     | - Inde – Manushi Chhillar |
| 1re dauphine                                                        | - Mexique – Andrea Meza |
| 2e dauphine                                                         | - Angleterre – Stephanie Hill |
| Top 5*                                                              | - France – Aurore Kichenin - Kenya – Magline Jeruto |
| Top 10*                                                             | - Afrique du Sud – Adè van Heerden - Corée du Sud – Ha Eun Kim - Indonésie – Achintya Holte Nilsen - Jamaïque – Solange Sinclair - Russie – Polina Popova |
| Top 15*                                                             | - Japon – Haruka Yamashita - Macao – Wan Lan - Mongolie – Enkhjin Tseveendash* - Nigeria – Ihezue Ugochi - Salvador – Fatima Cuellar Molina |
| Top 40*                                                             | - Argentine – Avril Marco - Bangladesh – Jessia Islam - Botswana – Nicole Gaelebale - Brésil – Gabrielle Vilela - Chine – Guan Siyu - Colombie – Maria Daza - Croatie – Tea Mlinarić - États-Unis – Clarissa Bowers - Guatemala – Virginia Argueta - Italie – Conny Notarstefano - Kazakhstan – Gulbanu Azimkhanova - Liban – Perla El Helou - Liberia – Wokie Dolo - Malte – Michela Galea - Moldavie – Ana Badaneu - Népal – Nikita Chandak Maheshwari - Nouvelle-Zélande – Annie Evans - Pérou – Pamela Sánchez - Philippines – Laura Lehmann - Pologne – Magdalena Bieńkowska - République dominicaine – Aletxa Mueses Santana - Suède – Hanna-Louise Haag Tuvér - Ukraine – Polina Tkach - Venezuela – Ana Ugarte Pelayo Campos - Viêt Nam – Đỗ Mỹ Linh |
| *Classement selon l'ordre alphabétique des pays. * Choix du public. | |

### Les Reines de beauté continentales
| Continents | Candidates                          |
| Afrique    | - Kenya – Magline Jeruto            |
| Amériques  | - Mexique – Andrea Meza             |
| Asie       | - Indonésie – Achintya Holte Nilsen |
| Caraïbes   | - Jamaïque – Solange Sinclair       |
| Europe     | - Angleterre – Stephanie Hill       |
| Océanie    | - Nouvelle-Zélande – Annie Evans    |

### Ordre d'annonce des finalistes
| 1. République dominicaine 2. Nigeria 3. Malte 4. Mongolie 5. Italie 6. Argentine 7. Népal 8. France 9. Colombie 10. Bangladesh 11. Macao 12. Inde 13. Indonésie 14. Moldavie 15. Guatemala 16. Liberia 17. Venezuela 18. Pérou 19. Mexique 20. Philippines 21. Viêt Nam 22. Liban 23. Kazakhstan 24. Afrique du Sud 25. États-Unis 26. Jamaïque 27. Kenya 28. Croatie 29. Japon 30. Suède 31. Nouvelle-Zélande 32. Botswana 33. Ukraine 34. Corée du Sud 35. Pologne 36. Salvador 37. Angleterre 38. Chine 39. Brésil 40. Russie | 1. Mongolie 2. Russie 3. Indonésie 4. Salvador 5. Corée du Sud 6. Nigeria 7. Afrique du Sud 8. Japon 9. Mexique 10. France 11. Jamaïque 12. Inde 13. Macao 14. Angleterre 15. Kenya | 1. Indonésie 2. Russie 3. Angleterre 4. Corée du Sud 5. Jamaïque 6. Mexique 7. Afrique du Sud 8. Inde 9. Kenya 10. France | 1. Angleterre 2. France 3. Inde 4. Kenya 5. Mexique |

## Candidates
Il y a 118 candidates, soit une de plus qu'en 2016, et quatre de plus qu'en 2015.
| Pays / Territoire         | Nom                             | Âge    | Taille | Résidence           |
| ------------------------- | ------------------------------- | ------ | ------ | ------------------- |
| Afrique du Sud            | Adè van Heerden,                | 26 ans | 1,75 m | Herolds Bay         |
| Albanie                   | Joana Grabolli,                 | 20 ans | 1,68 m | Fier                |
| Allemagne                 | Dalila Jabri,                   | 21 ans | 1,74 m | Hamm                |
| Angleterre                | Stephanie Hill,                 | 22 ans | 1,80 m | Londres             |
| Angola                    | Judelsia Bache,                 | 18 ans | 1,76 m | Luanda              |
| Argentine                 | Avril Marco,                    | 18 ans | 1,72 m | Santiago del Estero |
| Arménie                   | Liana Sargsyan,                 | 17 ans | 1,72 m | Erevan              |
| Aruba                     | Anouk Eman,                     | 25 ans | 1,73 m | Oranjestad          |
| Australie                 | Esma Voloder,                   | 25 ans | 1,72 m | Melbourne           |
| Autriche                  | Sarah Chvala,                   | 23 ans | 1,71 m | Vienne              |
| Bahamas                   | Geena Thompson,                 | 25 ans | 1,75 m | Nassau              |
| Bangladesh                | Jessia Islam,                   | 18 ans | 1,72 m | Dhaka               |
| Belgique                  | Romanie Schotte,                | 20 ans | 1,75 m | Bruges              |
| Belize                    | Renae Martinez,                 | 20 ans | 1,65 m | Belmopan            |
| Bolivie                   | Yasmin Pinto Solar,             | 19 ans | 1,80 m | Buena Vista         |
| Bosnie-Herzégovine        | Aida Karamehmedović,            | 24 ans | 1,76 m | Sarajevo            |
| Botswana                  | Nicole Gaelebale,               | 26 ans | 1,83 m | Mahalapye           |
| Brésil                    | Gabrielle Vilela,               | 25 ans | 1,72 m | Angra dos Reis      |
| Bulgarie                  | Veronika Stefanova,             | 25 ans | 1,74 m | Sofia               |
| Cameroun                  | Michèle Akomo Minkata           | 21 ans | 1,73 m | Yaoundé             |
| Canada                    | Cynthia Menard,                 | 17 ans | 1,74 m | Embrun              |
| Cap-Vert                  | Cristilene Dos Santos Pimienta, | 21 ans | 1,77 m | São Vicente         |
| Chili                     | Victoria Stein Muñoz,           | 22 ans | 1,76 m | Puerto Montt        |
| Chine                     | Guan Siyu,                      | 23 ans | 1,79 m | Guangzhou           |
| Chypre                    | Helena Tselepí,                 | 23 ans | 1,74 m | Limassol            |
| Colombie                  | María Daza Nuñez,               | 22 ans | 1,79 m | La Guajira          |
| Corée du Sud              | Ha Eun Kim,                     | 24 ans | 1,70 m | Séoul               |
| Côte d'Ivoire             | Mandjalia Gbane,                | 20 ans | 1,86 m | Bondoukou           |
| Croatie                   | Tea Mlinarić,                   | 18 ans | 1,81 m | Senj                |
| Curaçao                   | Vanity Girigori,                | 21 ans | 1,81 m | Willemstad          |
| Danemark                  | Amanda Petri,                   | 20 ans | 1,74 m | Copenhague          |
| Écosse                    | Romy Elysia McCahill,           | 23 ans | 1,79 m | Milngavie           |
| Égypte                    | Farah Shaaban Mostafa,          | 19 ans | 1,71 m | Le Caire            |
| Équateur                  | Romina Zeballos Avellan,        | 25 ans | 1,72 m | Guayaquil           |
| Espagne                   | Elisa Tulián,                   | 21 ans | 1,80 m | Palma               |
| États-Unis                | Clarissa Bowers,                | 20 ans | 1,83 m | Umatilla            |
| Éthiopie                  | Kisanet Gbereslasie             | 22 ans | 1,70 m | Addis-Abeba         |
| Fidji                     | Nanise Rainima,                 | 25 ans | 1,75 m | Suva                |
| Finlande                  | Adriana Gerxhalija,             | 22 ans | 1,75 m | Turku               |
| France                    | Aurore Kichenin,                | 22 ans | 1,74 m | Jacou               |
| Géorgie                   | Ketino Shekelashvili            | 23 ans | 1,76 m | Kareli              |
| Ghana                     | Afua Asieduwaa Akrofi           | 24 ans | 1,80 m | Accra               |
| Gibraltar                 | Jodie Garcia,                   | 25 ans | 1,63 m | Gibraltar           |
| Grèce                     | Maria Psilou,                   | 20 ans | 1,78 m | Aigion              |
| Guadeloupe                | Audrey Berville,                | 19 ans | 1,78 m | Basse-Terre         |
| Guam                      | Destiny Cruz,                   | 19 ans | 1,68 m | Inarajan            |
| Guatemala                 | Virginia Argueta Hernández      | 24 ans | 1,72 m | Jutiapa             |
| Guinée                    | Asmaou Diallo,                  | 24 ans | 1,73 m | Conakry             |
| Guinée équatoriale        | Catalina Mangue Ondo,           | 18 ans | 1,74 m | Mongomo             |
| Guyana                    | Vena Mookram,                   | 18 ans | 1,67 m | Georgetown          |
| Honduras                  | Celia Perdomo Monterrosa,       | 21 ans | 1,80 m | Santa Bárbara       |
| Hong Kong                 | Emily Wong                      | 23 ans | 1,65 m | Hong Kong           |
| Hongrie                   | Virág Koroknyai,                | 20 ans | 1,67 m | Budapest            |
| Îles Caïmans              | Kristin Amaya                   | 25 ans | 1,67 m | George Town         |
| Îles Cook                 | Alanna Smith,                   | 25 ans | 1,80 m | Avarua              |
| Îles Vierges britanniques | Helina Hewlett,                 | 26 ans | 1,64 m | Road Town           |
| Inde                      | Manushi Chhillar,               | 20 ans | 1,75 m | Haryana             |
| Indonésie                 | Achintya Holte Nilsen,          | 19 ans | 1,78 m | Lombok              |
| Irlande                   | Lauren McDonagh,                | 18 ans | 1,80 m | Donegal             |
| Irlande du Nord           | Anna Henry,                     | 23 ans | 1,77 m | Belfast             |
| Islande                   | Ólafía Finnsdóttir,             | 20 ans | 1,68 m | Reykjavik           |
| Israël                    | Rotem Rabi,                     | 22 ans | 1,82 m | Tel Aviv-Jaffa      |
| Italie                    | Conny Notarstefano,             | 22 ans | 1,75 m | Lucera              |
| Jamaïque                  | Solange Sinclair,               | 24 ans | 1,66 m | Kingston            |
| Japon                     | Haruka Yamashita,               | 22 ans | 1,70 m | Tokyo               |
| Kazakhstan                | Goulbanou Azimkhanova,          | 19 ans | 1,73 m | Kyzylorda           |
| Kenya                     | Magline Jeruto,                 | 24 ans | 1,72 m | Nairobi             |
| Laos                      | Tonkham Phonchanhueang,         | 22 ans | 1,75 m | Vientiane           |
| Lesotho                   | Mpoi Mahao,                     | 20 ans | 1,70 m | Maseru              |
| Liban                     | Perla El Helou,                 | 22 ans | 1,75 m | Beyrouth            |
| Liberia                   | Wokie Dolo                      | 25 ans | 1,70 m | Monrovia            |
| Macao                     | Wan Lan                         | 26 ans | 1,76 m | Macao               |
| Madagascar                | Felana Tirindraza               | 19 ans | 1,75 m | Nosy Be             |
| Malte                     | Michela Galea,                  | 20 ans | 1,72 m | La Valette          |
| Maurice                   | Bessika Bucktawor,              | 22 ans | 1,70 m | Triolet             |
| Mexique                   | Andrea Meza,                    | 22 ans | 1,80 m | Chihuahua           |
| Moldavie                  | Ana Badaneu,                    | 20 ans | 1,68 m | Chisinau            |
| Mongolie                  | Enkhjin Tseveendash,            | 24 ans | 1,74 m | Oulan-Bator         |
| Monténégro                | Tea Babić,                      | 20 ans | 1,77 m | Podgorica           |
| Myanmar                   | Ei Kyawt Khaing,                | 24 ans | 1,80 m | Rangoun             |
| Népal                     | Nikita Chandak Maheshwari,      | 21 ans | 1,67 m | Biratnagar          |
| Nicaragua                 | América Allen Rojas,            | 19 ans | 1,72 m | Rivas               |
| Nigeria                   | Ihezue Ugochi,                  | 21 ans | 1,88 m | Birnin Kebbi        |
| Norvège                   | Celine Herregården              | 18 ans | 1,74 m | Drammen             |
| Nouvelle-Zélande          | Annie Evans,                    | 20 ans | 1,78 m | Auckland            |
| Panama                    | Julianne Britton,               | 22 ans | 1,84 m | Panama              |
| Paraguay                  | Paola Oberladstatter,           | 24 ans | 1,72 m | Asunción            |
| Pays de Galles            | Hannah Williams,                | 24 ans | 1,75 m | Cardiff             |
| Pays-Bas                  | Philisantha van Deuren,         | 21 ans | 1,82 m | Almere              |
| Pérou                     | Pamela Sánchez,                 | 25 ans | 1,75 m | Chachapoyas         |
| Philippines               | Laura Lehmann,                  | 24 ans | 1,75 m | Makati              |
| Pologne                   | Magdalena Bieńkowska,           | 24 ans | 1,74 m | Varsovie            |
| Portugal                  | Filipa Ramalho Barroso,         | 18 ans | 1,74 m | Setúbal             |
| République dominicaine    | Aletxa Mueses Santana,          | 22 ans | 1,78 m | Santiago            |
| Roumanie                  | Mihaela Bosca,                  | 25 ans | 1,78 m | Baia Mare           |
| Russie                    | Polina Popova,                  | 22 ans | 1,77 m | Iekaterinbourg      |
| Rwanda                    | Elsa Iradukunda,                | 19 ans | 1,76 m | Kigali              |
| Salvador                  | Fatima Cuellar Molina           | 19 ans | 1,72 m | San Salvador        |
| Sénégal                   | Nar Codou Diouf,                | 23 ans | 1,72 m | Dakar               |
| Serbie                    | Anđelija Rogić,                 | 23 ans | 1,75 m | Užice               |
| Seychelles                | Hilary Joubert,                 | 23 ans | 1,68 m | Glacis              |
| Singapour                 | Laanya Asogan Mudaliar,         | 21 ans | 1,68 m | Singapour           |
| Slovaquie                 | Hanka Závodná,                  | 22 ans | 1,75 m | Bratislava          |
| Slovénie                  | Maja Zupan,                     | 19 ans | 1,75 m | Britof (en)         |
| Soudan du Sud             | Arual Cyerdit,                  | 25 ans | 1,85 m | Djouba              |
| Sri Lanka                 | Dusheni Silva,                  | 22 ans | 1,70 m | Colombo             |
| Suède                     | Hanna-Louise Haag Tuvér,        | 21 ans | 1,76 m | Gävle               |
| Tanzanie                  | Julitha Kabete,                 | 20 ans | 1,69 m | Dar es Salam        |
| Thaïlande                 | Phatlada Kullaphakthanaphat,    | 25 ans | 1,78 m | Bangkok             |
| Trinité-et-Tobago         | Chandini Chanka,                | 23 ans | 1,66 m | Port-d'Espagne      |
| Tunisie                   | Emna Abdelhedi,                 | 21 ans | 1,80 m | Sfax                |
| Turquie                   | Aslı Sümen,                     | 23 ans | 1,72 m | Mersin              |
| Ukraine                   | Polina Tkach,                   | 18 ans | 1,76 m | Kiev                |
| Uruguay                   | Melina Carballo Fagúndez,       | 21 ans | 1,75 m | Montevideo          |
| Venezuela                 | Ana Ugarte Pelayo Campos,       | 25 ans | 1,80 m | Maturín             |
| Viêt Nam                  | Đỗ Mỹ Linh,                     | 22 ans | 1,72 m | Hanoi               |
| Zambie                    | Mary Kapya Chibula              | 23 ans | 1,68 m | Mongu               |
| Zimbabwe                  | Chiedza Mhosva,                 | 23 ans | 1,72 m | Harare              |

## Compétitions

### Sports & Fitness
Les épreuves sportives se sont déroulées dans la journée du 8 novembre 2017. La compétition est remportée par Miss République dominicaine qui devient la première candidate à intégrer le Top 40.
| Équipe gagnante | - Équipe Rouge |

| Classement                                       | Candidates |
| Gagnante                                         | - République dominicaine – Aletxa Mueses Santana |
| 1re dauphine                                     | - Îles Cook – Alanna Smith |
| 2e dauphine                                      | - Îles Vierges britanniques – Helina Hewlett |
| Top 24*                                          | Équipe Bleue : - Écosse – Romy Elysia McCahill - Espagne – Elisa Tulián - Irlande du Nord – Anna Henry - Mexique – Andrea Meza - Nouvelle-Zélande – Annie Evans - Pologne – Magdalena Bieńkowska - Venezuela – Ana Ugarte Pelayo Campos - Zimbabwe – Chiedza Mhosva Équipe Jaune : - Aruba – Anouk Eman - Bosnie-Herzégovine – Aida Karamehmedović - Kenya – Magline Jeruto - Mongolie – Enkhjin Tseveendash - Pays-Bas – Philisantha van Deuren - Roumanie – Mihaela Bosca - Singapour – Laanya Asogan Mudaliar Équipe Rouge : - Afrique du Sud – Adè van Heerden - Argentine – Avril Marco - Bahamas – Geena Thompson - Guinée – Asmaou Diallo - Italie – Conny Notarstefano - Jamaïque – Solange Sinclair |
| *Classement selon l'ordre alphabétique des pays. | |

### Top Model
La compétition Top Model s'est déroulée dans la soirée du 11 novembre 2017. La compétition est remportée par Miss Nigeria qui devient la deuxième candidate à intégrer le Top 40.
| Classement                                       | Candidates |
| Gagnante                                         | - Nigeria – Ihezue Ugochi |
| 1re dauphine                                     | - Thaïlande – Phatlada Kullaphakthanaphat |
| 2e dauphine                                      | - Croatie – Tea Mlinarić |
| 3e dauphine                                      | - Chine – Guan Siyu |
| Top 30*                                          | - Bosnie-Herzégovine – Aida Karamehmedović - Brésil – Gabrielle Vilela - Colombie – María Daza Nuñez - Corée du Sud – Ha Eun Kim - Côte d'Ivoire – Gbane Mandjalia - Espagne – Elisa Tulián - France – Aurore Kichenin - Guadeloupe – Audrey Berville - Guinée – Asmaou Diallo - Honduras – Celia Perdomo Monterrosa - Inde – Manushi Chhillar - Indonésie – Achintya Nilsen - Israël – Rotem Rabi - Kenya – Magline Jeruto - Mexique – Andrea Meza - Mongolie – Enkhjin Tseveendash - Monténégro – Tea Babić - Népal – Nikita Chandak Maheshwari - Panama – Julianne Britton - Pologne – Magdalena Bieńkowska - République dominicaine – Aletxa Mueses Santana - Russie – Polina Popova - Salvador – Fatima Cuellar - Slovénie – Maja Zupan - Ukraine – Polina Tkach - Venezuela – Ana Ugarte Pelayo Campos |
| *Classement selon l'ordre alphabétique des pays. | |

| Prix du meilleur designer | - Indonésie – Achintya Nilsen |

### Talent
Les résultats de l'épreuve artistique ont été dévoilés le 13 novembre 2017. La compétition est remportée par Miss Malte qui devient la troisième candidate à intégrer le Top 40.
| Classement                                       | Candidates |
| Gagnante                                         | - Malte – Michela Galea |
| 1re dauphine                                     | - Fidji – Nanise Rainima |
| 2e dauphine                                      | - Italie – Conny Notarstefano |
| 3e dauphine                                      | - Angleterre – Stephanie Hill |
| 4e dauphine                                      | - Mexique – Andrea Meza |
| Top 20*                                          | - Cameroun – Michèle Akomo Minkata - Chypre – Élena Tselepí - Danemark – Amanda Petri - Écosse – Romy Elysia McCahill - Espagne – Elisa Tulián - Guam – Destiny Cruz - Hongrie – Virág Koroknyai - Indonésie – Achintya Nilsen - Irlande du Nord – Anna Henry - Japon – Haruka Yamashita - Paraguay – Paola Oberladstatter - Pays-Bas – Philisantha van Deuren - Trinité-et-Tobago – Chandini Chanka - Turquie – Asli Sümen - Ukraine – Polina Tkach |
| *Classement selon l'ordre alphabétique des pays. | |

### Multimedia
| Classement                                       | Candidates |
| Gagnante                                         | - Mongolie – Enkhjin Tseveendash |
| Top 9*                                           | - Angleterre – Stephanie Hill - Inde – Manushi Chhillar - Indonésie – Achintya Nilsen - Mexique – Andrea Meza - Népal – Nikita Chandak Maheshwari - Thaïlande – Phatlada Kullaphakthanaphat - Venezuela – Ana Ugarte Pelayo Campos - Viêt Nam – Đỗ Mỹ Linh |
| *Classement selon l'ordre alphabétique des pays. | |

### People's Choice Award: le choix du public
| Classement                                       | Candidates |
| Gagnante                                         | - Mongolie – Enkhjin Tseveendash |
| Top 10*                                          | - Bangladesh – Jessia Islam - Inde – Manushi Chhillar - Liban – Perla El Helou - Népal – Nikita Chandak Maheshwari - Philippines – Laura Lehmann - Russie – Polina Popova - Thaïlande – Phatlada Kullaphakthanaphat - Venezuela – Ana Ugarte Pelayo Campos - Viêt Nam – Đỗ Mỹ Linh |
| *Classement selon l'ordre alphabétique des pays. | |

### Beauty with a Purpose: le projet humanitaire
Les vingt projets demi-finalistes retenus sont dévoilés le 12 novembre 2017.
| Classement                                        | Candidates |
| Gagnantes                                         | - Afrique du Sud – Adè van Heerden - Inde – Manushi Chhillar - Indonésie – Achintya Nilsen - Philippines – Laura Lehmann - Viêt Nam – Đỗ Mỹ Linh |
| Top 20*                                           | - Angleterre – Stephanie Hill - Australie – Esma Voloder - Brésil – Gabrielle Vilela - Fidji – Nanise Rainima - France – Aurore Kichenin - Îles Cook – Alanna Smith - Îles Vierges britanniques – Helina Hewlett - Mongolie – Enkhjin Tseveendash - Népal – Nikita Chandak Maheshwari - Nouvelle-Zélande – Annie Evans - Russie – Polina Popova - Slovaquie – Hanka Závodná - Tanzanie – Julitha Kabete - Thaïlande – Phatlada Kullaphakthanaphat - Zimbabwe – Chiedza Mhosva |
| * Classement selon l'ordre alphabétique des pays. | |

### Head to Head Challenge Rounds
Cette nouvelle épreuve de groupe en ligne, qualifiant vingt candidates dans le Top 40, se décompose en trois parties.
Tout d'abord, chaque nation de chaque groupe feront un monologue d'ouverture, suivi d'une présentation d'elles-mêmes. Cela peut être une présentation en direct ou pré-enregistrée. Le temps total maximum de chaque présentation (y compris la présentation pré-enregistrée) n'excèdera pas deux minutes. Ensuite, après les présentations, les candidates répondront aux questions du présentateur et de la communauté en ligne. Ce processus fera partie d'une discussion de groupe et durera environ huit minutes. Enfin, chaque concurrente répondra à la question du jour (30 à 45 secondes pour répondre pour chaque nation).
Le public est invité à choisir la gagnante de chaque groupe par un vote libre. Le présentateur ouvrira le vote au public après les présentations d'ouverture. Le vote reste ouvert jusqu'au début du prochain défi, lorsque la gagnante du groupe précédent est annoncée. Le vote du public se fait via le site officiel de Miss Monde sur la page de la candidate, mais également sur les groupes Facebook et Mobstar de chaque participante.
Le tirage au sort pour la création des groupes a été réalisé le 31 octobre 2017. Ainsi, dix-huit groupes de six et deux groupes de cinq candidates ont été confirmés.
- Gagnantes du Head to Head Challenge
- Candidates qualifiées dans le Top 40 via une autre compétition
- Candidates qualifiées dans le Top 40 grâce au jury de sélection

| Groupe    | Candidate no 1     | Candidate no 2 | Candidate no 3            | Candidate no 4 | Candidate no 5 | Candidate no 6     |
| Groupe 1  | Angola             | Guadeloupe     | Géorgie                   | Autriche       | Italie         | Bahamas            |
| Groupe 2  | Argentine          | Bolivie        | Israël                    | Côte d'Ivoire  | Maurice        | Albanie            |
| Groupe 3  | Cameroun           | Madagascar     | Guinée                    | Chili          | Népal          | Belgique           |
| Groupe 4  | Jamaïque           | Arménie        | Allemagne                 | France         | Égypte         | Australie          |
| Groupe 5  | Paraguay           | Portugal       | Curaçao                   | Gibraltar      | Colombie       | Îles Cook          |
| Groupe 6  | Botswana           | Brésil         | Afrique du Sud            | Canada         | Éthiopie       | Bangladesh         |
| Groupe 7  | Honduras           | Macao          | République dominicaine    | Guam           | Islande        | Bosnie-Herzégovine |
| Groupe 8  | Chypre             | Russie         | Mongolie                  | Irlande        | Singapour      | Kenya              |
| Groupe 9  | Finlande           | Équateur       | Inde                      | Bulgarie       | Salvador       | Grèce              |
| Groupe 10 | Laos               | Hongrie        | Aruba                     | Indonésie      | Pays-Bas       | Ghana              |
| Groupe 11 | Guinée équatoriale | Moldavie       | Chine                     | Danemark       | Ukraine        | Hong Kong          |
| Groupe 12 | Roumanie           | Angleterre     | Croatie                   | Fidji          | Guatemala      | Sénégal            |
| Groupe 13 | Malte              | Nigeria        | Slovaquie                 | Tunisie        | Liberia        | Nouvelle-Zélande   |
| Groupe 14 | Rwanda             | Pologne        | Suède                     | Seychelles     | Venezuela      | Monténégro         |
| Groupe 15 | Uruguay            | Slovénie       | Pérou                     | Japon          | Tanzanie       | Guyana             |
| Groupe 16 | Norvège            | Nicaragua      | Irlande du Nord           | Sri Lanka      | Écosse         | Mexique            |
| Groupe 17 | Myanmar            | Serbie         | Lesotho                   | Thaïlande      | Philippines    | Turquie            |
| Groupe 18 | Zimbabwe           | Espagne        | Viêt Nam                  | Soudan du Sud  | Pays de Galles | Belize             |
| Groupe 19 | Liban              | États-Unis     | Trinité-et-Tobago         | Corée du Sud   | Panama         |                    |
| Groupe 20 | Cap-Vert           | Zambie         | Îles Vierges britanniques | Kazakhstan     | Îles Caïmans   |                    |

## Danses du monde
| Régions du monde     | Candidates |
| Asie & Océanie       | - Chine – Guan Siyu - Îles Cook – Alanna Smith - Mongolie – Enkhjin Tseveendash - Japon – Haruka Yamashita - Inde – Manushi Chhillar                                     |
| Afrique              | - Botswana – Nicole Gaelebale - Guinée équatoriale – Catalina Mangue Ondo - Rwanda – Elsa Iradukunda - Éthiopie – Kisanet Gbereslasie - Maurice – Bessika Bucktawor      |
| Amériques & Caraïbes | - Brésil – Gabrielle Vilela - Guyana – Vena Mookram - République dominicaine – Aletxa Mueses Santana - Paraguay – Paola Oberladstatter - Bahamas – Geena Thompson        |
| Europe               | - Espagne – Elisa Tulián - Angleterre – Stephanie Hill - Italie – Conny Notarstefano - Ukraine – Polina Tkach - Irlande – Lauren McDonagh - Irlande du Nord – Anna Henry |

## Observations

### Nouveau format du concours
Miss Monde inaugure cette année un nouveau format de préparation des candidates. Ce format donnera une plus grande importance aux réseaux sociaux et à l'interactivité avec les internautes du monde entier tout au long des 28 jours de préparation avant la finale.
Il a également été confirmé qu'une nouvelle forme de compétition verra le jour. Nommé le Head to Head Challenge Rounds, il consistera en la création de vingt groupes de six pays minimum, et permettra, via le vote des internautes durant le finale, de sélectionner vingt candidates directement dans le Top 40. 
Le nouveau classement final, ou Top 40, sera ainsi composé des éléments suivants :
- les vingt gagnantes du  nouveau challenge de groupe ;
- les cinq vainqueurs des compétitions habituelles (Sports & Fitness, Top Model, Talent, Multimedia et Beauty with a Purpose) ;
- les quinze candidates sélectionnées par le jury lors de l'interview.